# Tarasnice T21
Tarasnice T21 — 82-мм безоткатное орудие производства Чехословакии. Предназначено для борьбы с бронированными целями и укреплений противника. К орудию был разработан колесный станок. 
Tarasnice T21 иногда устанавливался на боевой технике. Находился на вооружении армии Чехословакии, ГДР и албанской армии.

## Тактико-технические характеристик
- Длина гранаты: 628 мм
- Масса гранаты: 1,95 кг

Наиболее эффективен при стрельбе прямой наводкой на расстояние — 300 метров при максимальной дальности огня 2800 метров. Движущиеся бронированные цели могут успешно поражаться на дальности до 300 метров, а стационарные до 600 метров. Граната способна пробивать 228 мм брони. 